# Stadtilm

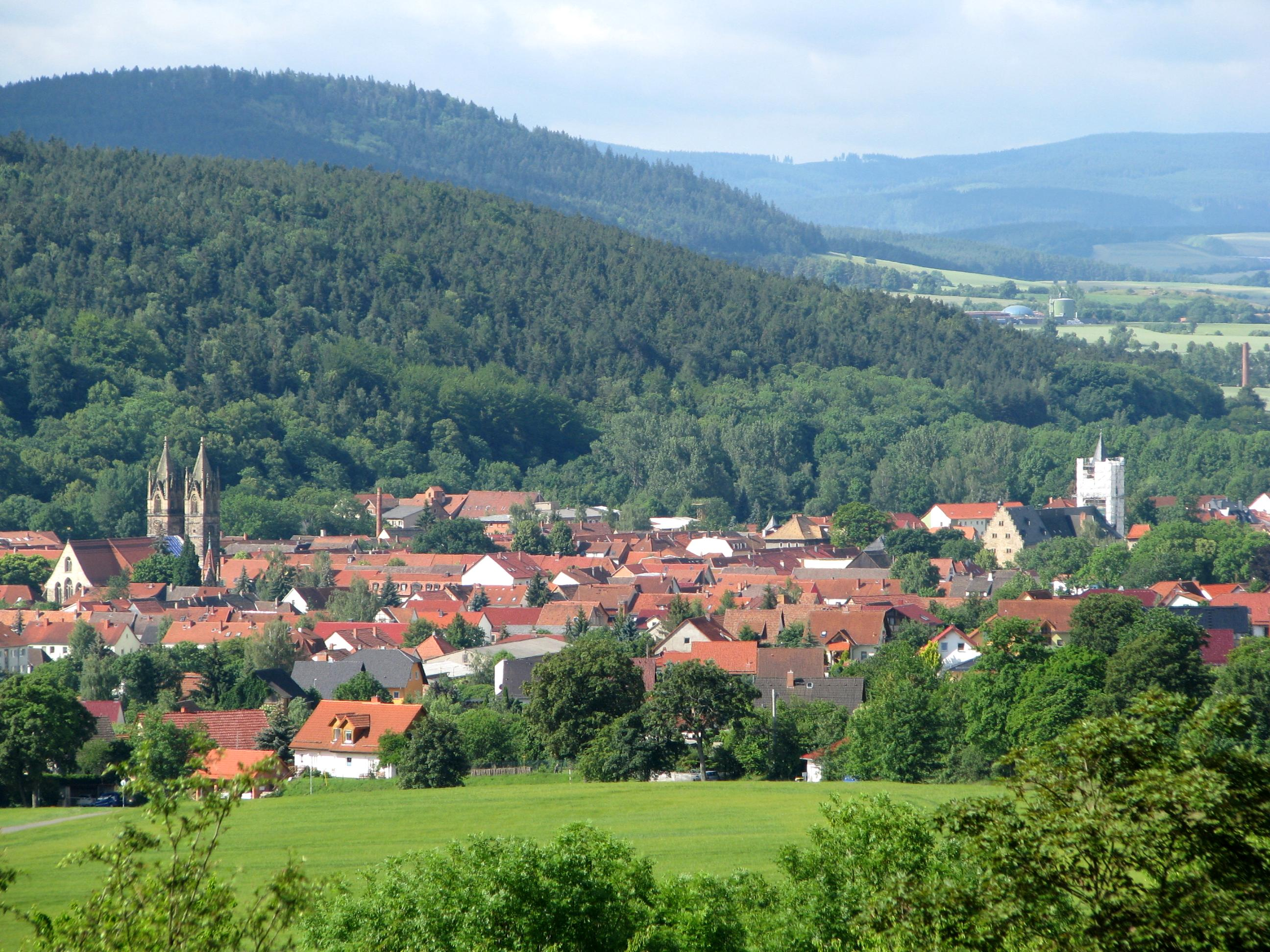
Stadtilm von Nordosten aus gesehen

Stadtilm ist eine Kleinstadt im Ilm-Kreis in der Mitte von Thüringen, rund 30 Kilometer südlich von Erfurt. Sie liegt im breiten Tal der Ilm im nördlichen Vorland des Thüringer Waldes und verfügt über einen historischen Stadtkern mit zahlreichen Bauwerken sowie über 20 dörflich geprägte Ortsteile in der Umgebung, die 2018 eingemeindet wurden. Der Ort entstand wohl um 1200 und erlangte vor 1268 den Status einer Stadt.

## Geografie
Stadtilm liegt als lang gestreckter Ort am Ufer der Ilm, in etwa da, wo der Durchbruch des Flusses durch die Muschelkalkschichten der Ilm-Saale-Platte beginnt. Bei genauerer Untersuchung der leicht zu findenden Kalksteinbrocken stößt man schnell auf versteinerte Muscheln und Schnecken. In den umliegenden Gebieten wachsen einige unter Naturschutz stehende Pflanzen wie zum Beispiel die Silberdistel oder der seltene Frauenschuh. Links der Ilm umgeben Sperlingsberg und Weinberg die Stadt, auf der rechten Seite befinden sich Buchberg und Haunberg. Die Gemarkungsfläche der Stadt besteht zum größeren Teil aus Feldern und zum kleineren Teil aus Waldflächen. Der Untergrund ist verkarstet und deshalb trocken und wenig fruchtbar. Neben der Ilm fließt die Wipfra durch einige der westlichen Ortsteile, ferner entspringen die Deube, der Rottenbach und die Remdaer Rinne in der Gemarkung. Markante Berge im Gebiet sind der Singener Berg (583 m), der Große Kalmberg (548 m) und der Willinger Berg (502 m).
Die Kernstadt Stadtilm liegt in der Mitte der Gemarkung, oberhalb (südwestlich) schließt sich direkt Oberilm an. Unterhalb (nordöstlich) von Stadtilm liegen im Ilmtal die Ortsteile Großhettstedt, Kleinhettstedt und Dienstedt sowie, etwas abseits, Oesteröda. In der Deube-Region im Südosten liegen Großliebringen, Kleinliebringen, Nahwinden, Döllstedt und Ehrenstein. Im Südwesten, rund um den Singer Berg, liegen die Ortsteile Geilsdorf, Hammersfeld, Griesheim, Traßdorf, Cottendorf, Dörnfeld an der Ilm, Singen und Gösselborn. Schließlich liegen westlich der Kernstadt im Tal der Wipfra die Orte Behringen, Oberwillingen und Niederwillingen. Natursehenswürdigkeiten sind etwa der Oberwillinger Spring und die Dienstedter Karsthöhle.

### Nachbargemeinden
Im Uhrzeigersinn, beginnend im Norden: Bösleben-Wüllersleben – Witzleben – Kranichfeld – Rudolstadt – Königsee – Ilmenau – Arnstadt

### Gemeindegliederung

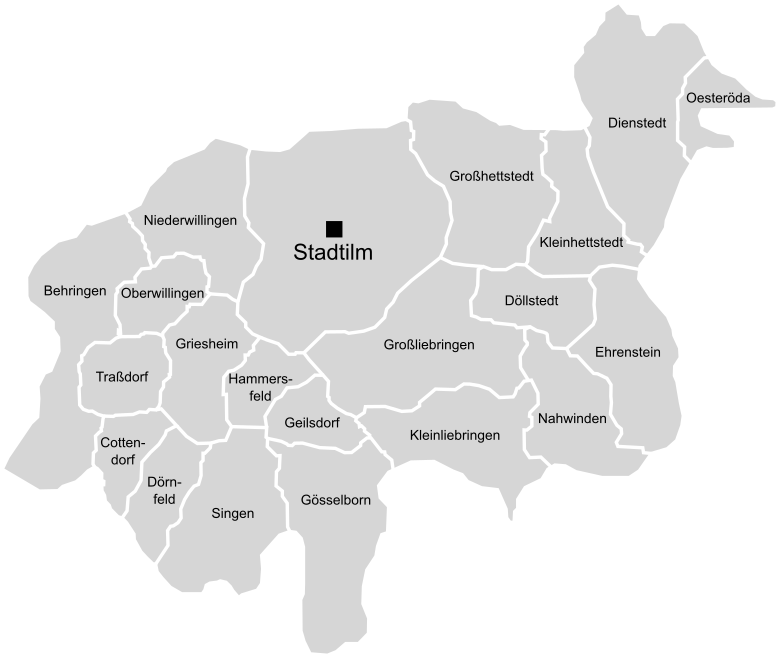
Ortsteile von Stadtilm

Die 22 Ortsteile der Stadt sind (in alphabetischer Reihenfolge):
- Behringen
- Cottendorf
- Dienstedt
- Döllstedt
- Dörnfeld an der Ilm
- Ehrenstein
- Geilsdorf
- Gösselborn
- Griesheim
- Großhettstedt
- Großliebringen
- Hammersfeld
- Hohes Kreuz
- Kleinhettstedt
- Kleinliebringen
- Nahwinden
- Niederwillingen
- Oberwillingen
- Oesteröda
- Singen
- Stadtilm mit Oberilm
- Traßdorf

## Geschichte

### Ur- und Frühgeschichte
Die ersten Belege menschlicher Siedlungen bei Stadtilm sind auf ca. 1200 bis 700 v. Chr. datiert: Auf dem nördlich von Stadtilm gelegenen Haunberg wurden Gefäßscherben aus der Spätbronzezeit gefunden. Um 2014/15 wurden Teile einer germanischen Siedlung des 2. bis 5. Jahrhunderts entdeckt, die sich um einen kleinen Quellsee erstreckte, der heute trockengefallen ist. In diesem ehemaligen See fanden sich zahlreiche Abfälle einer nahe gelegenen Werkstatt, vor allem Eisenwaren; dabei handelte es sich um Stücke von Wagen oder Karren wie Radreifen, Beschläge, Nägel und Ösen, aber auch um Bestandteile von Zaumzeug wie Zügelführungsringe, Trensen und Lederbesatz. Demnach war die Kupferstraße, die hier die Ilm überquerte, bereits in der Zeit der Hermunduren und Thüringer in Gebrauch. Dazu passt, dass sich dort zahlreiche Münzen, Keramik und Bronze römischer Provenienz fanden. Einheimische Produkte sind hingegen Zangenfibeln und eine Bügelknopffibeln.

### Entstehung, Ersterwähnungen, Stadtwerdung
Eine Erwähnung Stadtilms ist in einer gefälschten Urkunde Heinrichs V. für das Kloster Reinhardsbrunn zu finden, die das Datum vom 14. September 1114 trägt. Diese Urkunde, die wahrscheinlich in der zweiten Hälfte des 12. Jahrhunderts, spätestens in den 1220er Jahren ausgefertigt wurde, belegt, dass bereits zum Zeitpunkt der Fälschung ein Ort Stadtilm existiert haben muss. Die erste Erwähnung der Bürgerschaft und damit der Stadt Stadtilm basiert auf einer Urkunde vom 13. Mai 1268. Es handelt sich dabei um eine Übereignungsurkunde, in der ein „civis ylmene“ (Bürger von Ylmene) erwähnt wird. Die Urkunde gilt als Beleg für den Status als Stadt, da die Bezeichnung „civis“ in dieser Zeit nur für Einwohner von Ortschaften mit Stadtrecht benutzt wurde. Die Ortschaft bestand aber nachweislich schon länger, da die Kirche bereits 1235 geweiht wurde.

### Teilung zwischen Schwarzburg und Kevernburg (bis 1388)
Im 13. Jahrhundert gehörte (Stadt)Ilm gleichzeitig zu zwei Herrschaftshäusern: Eine Hälfte (die obere Herrschaft) gehörte dem Haus Schwarzburg, die andere (die untere Herrschaft) dem Hause der Käfernburger. Die Grenze der beiden Staaten verlief genau durch das Gebiet der Ortschaft. Da zwischen beiden Häusern häufig Uneinigkeit bestand, versicherten 1293 die Häupter der beiden Grafschaften, Graf Günther VIII. von Käfernburg und Günther XI., Graf und Herr zu Schwarzburg, dass bei möglichen Auseinandersetzungen die Bürger der Stadt nicht in Mitleidenschaft gezogen werden sollten. Dieses Versprechen wurde 1302 wiederholt, es ist dann den Bürgern sogar gestattet worden, von einem Teil der Stadt in den anderen zu ziehen. Zudem soll (Stadt)Ilm niemals Platz für „eine Burg oder ein Bollwerk“ werden. 1388 endete die Teilung der Stadt, als das schwarzburg-wachsenburgische Geschlecht den käfernburgischen Teil der verwitweten Gräfin Sophie von Käfernburg abkaufte.

### Schwarzburger, Zeit bis 1918
Im Schwarzburgischen Hauskrieg (1447–1451) wurde Stadtilm drei Wochen lang durch 18.000 (nach anderen Quellen 1.800) Mann des Kurfürsten Friedrich von Sachsen (der Sanftmütige) belagert. Diese Belagerung soll dadurch beendet worden sein, dass die Stadtilmer das letzte in der Stadt befindliche Schwein schlachteten, um ein letztes Fest zu feiern, bei dem auch Bratwürste gebraten wurden. Die ebenfalls am Ende ihrer Vorräte angelangten Belagerer sahen die Rauchwolken, rochen die Bratwürste und sahen Stadtilm noch für lange Zeit gut versorgt, so dass sie die Belagerung aufgaben.
Während des Deutschen Bauernkrieges gab es keine Kämpfe in Stadtilm, obwohl 5000 bis 8000 Aufständische vor der Stadt lagerten. Nachdem die Stadttore geöffnet worden waren, verköstigte das Zisterzienser-Kloster Ilm die rebellierenden Bauern. Einige der Bürger Stadtilms schlossen sich den Bauern an, vier von ihnen wurden nach der Niederschlagung des Aufstandes auf dem Arnstädter Marktplatz geköpft.
1571 teilte sich nach dem Tod Günthers XL. das schwarzburgische Haus zunächst in vier Teile. 1599 waren jedoch zwei der Söhne Günthers XL. kinderlos gestorben, so dass mit dem Stadtilmer Vertrag die Teilung des Schwarzburger Hauses in die zwei Linien Schwarzburg-Rudolstadt (dem Stadtilm angehörte) und Schwarzburg-Sondershausen vollzogen war.
Während des Dreißigjährigen Krieges von 1618 bis 1648 wurde Stadtilm mehrmals von Landsknechten geplündert und auch einmal von schwedischen Truppen eingenommen.
Mehrmals zerstörten große Brände Teile der Stadt. Beim Brand von 1675, der vermutlich im Gasthof „Roter Hirsch“ begann, verbrannten 23 Häuser sowie 26 Scheunen und Ställe. Am 1. August 1780 fielen neben allen öffentlichen Gebäuden 172 von 322 Wohnhäusern einem weiteren großen Stadtbrand zum Opfer (nach anderen Quellen 173 von 312 Häusern). Ursache soll übergekochtes und angebranntes Fett in der Hütte eines Tagelöhners gewesen sein. Da wegen des Brandes die Kirche nicht mehr benutzbar war, musste ein neuer Ort gefunden werden, in dem die kirchlichen Zeremonien stattfanden. Im ehemaligen Kloster Ilm, welches nun als Schloss genutzt wurde, befand sich eine – wahrscheinlich vom Brand unversehrte – Kapelle, die während der neun Jahre dauernden Rekonstruktion der Kirche diesem Zweck genügte.
1917 wurden die beiden großen Kirchenglocken aus dem Jahr 1783, sowie die 1775 und 1805 gegossenen Glocken der Oberilmer Kirche abgebaut, da das Metall dringend in der Rüstungsindustrie benötigt wurde. Aus dem Ersten Weltkrieg kamen 138 Bewohner Stadtilms sowie 15 Bewohner des heutigen Ortsteils Oberilm nicht zurück.

### 1918 bis 1933
Bis zum Ende des Ersten Weltkrieges 1918 gehörte Stadtilm zum Fürstentum Schwarzburg-Rudolstadt (Oberherrschaft). Nach dem Ende des Ersten Weltkriegs dankte mit zwei Wochen Verspätung am 23. November 1918 Fürst Günther Victor, der in Personalunion auch das Fürstentum Schwarzburg-Sondershausen regierte, als letzter deutscher Monarch ab. Seit 1919 gehörte Stadtilm zum Freistaat Schwarzburg-Rudolstadt, der 1920 im neuen Land Thüringen aufging. Durch die Aufteilung Thüringens in Kreise gehörte Stadtilm seit diesem Zeitpunkt zum Kreis Arnstadt. 1922 wurde der bis dahin eigenständige Ort Oberilm als Ortsteil Stadtilms eingegliedert.
Im Dezember 1918 – kurz nach Ende des Krieges – wurde zum ersten Mal Stadtilmer Notgeld in Umlauf gebracht, zunächst nur 5- und 10-Pfennig-Scheine, später auch 50-Pfennig-Scheine. 1923, zum Höhepunkt der Inflation, entsprachen 10 Milliarden Mark Notgeld 1 Pfennig in Goldmark.

### 1933 bis 1945
Bereits am 5. Mai 1933, kurz nach der Ernennung Hitlers zum Reichskanzler, erhielten er und Gauleiter Fritz Sauckel das Ehrenbürgerrecht der Stadt. Gleichzeitig wurden einige Straßen und Plätze umbenannt, so erhielt beispielsweise der Marktplatz den Namen Adolf-Hitler-Platz. Es gab jedoch auch widerständiges Verhalten Einzelner, das mit Hochverratsanklagen und Gefängnishaft geahndet wurde. Im Jahre 1933 wurde am Buchberg, unterhalb der ehemaligen Gaststätte Zur Wilhelmshöhe, ein Reichsarbeitsdienst-Lager (RAD) errichtet.
Am 26. August 1939 wurden die Reservisten der Wehrmacht wieder einberufen und im RAD am Buchberg einquartiert, um eine Nachschubkompanie aufzustellen. Bereits am 31. August 1939 – einen Tag vor Beginn des Zweiten Weltkrieges – wurde die Kompanie in Bewegung gesetzt, der Abtransport fand mittels Zug Richtung Arnstadt statt. 1940 wurde in Stadtilm erstmals Luftalarm ausgelöst, die alliierten Kräfte warfen ihre Bomben jedoch nur in benachbarten Ortschaften ab. Die 1924 als Ersatz für die im Ersten Weltkrieg demontierten neu gegossenen Glocken der Stadtilmer Stadtkirche wurden 1942 erneut demontiert. Auch sie dienten der Rüstungsindustrie als Rohstoff, nur der kleinsten Glocke blieb dieses Schicksal erspart.
Während des Zweiten Weltkrieges mussten mehr als 380 Ostarbeiter sowie Kriegsgefangene und Militärinternierte Zwangsarbeit leisten: in der Schuhfabrik Paul Hoffmann & Co. und in der Rheinmetall-Borsig AG. Auf dem Friedhof sind 15 unbekannte Häftlinge begraben, auch zwei Opfer eines Todesmarsches. Vier Tote sind auf dem Friedhof Oberilm bestattet.
Im April 1945 wurde Thüringen Stück für Stück durch die US-amerikanischen Streitkräfte erobert. Um den 4. April befanden sich die Truppen bereits kurz vor Gotha. Häftlinge des KZs Buchenwald, welche zuvor Arbeiter im Lager S III (Jonastal) waren, wurden während eines Todesmarsches ab dem 6. April 1945 gruppenweise durch die Stadt geführt. Heute erinnert ein Denkmal in der Maxim-Gorki-Straße an die Opfer dieses Marsches.

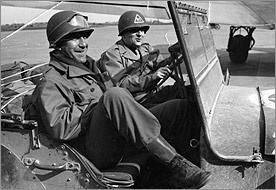
Samuel Goudsmit (rechts) und Marinus Toepel in einem Jeep während der ALSOS III-Mission im April 1945 in Stadtilm

Bereits im August 1943 richtete die Forschungsgruppe um Kurt Diebner ein Kernforschungslabor für das Uranprojekt in den Kellergewölben der damaligen Mittelschule ein. Dort wurden Experimente zur Urankernspaltung und Brennversuche mit Uran und Deuteriumoxiden durchgeführt. Dieses Labor bestand bis Anfang April 1945, als Diebner angesichts der nahenden Alliierten mit seinen Forschungsergebnissen Richtung Bayern floh.
Um den Vormarsch der Amerikaner aufzuhalten, wurde versucht, strategische Verkehrswege unpassierbar zu machen. Nachdem bereits die Mühlgrabenbrücke komplett und die Oberilmer Brücke teilweise durch Wehrmachtsangehörige zerstört worden waren, versuchten diese am 10. April den Viadukt der Bahnstrecke nach Arnstadt ebenfalls zu zerstören. Der erste Sprengversuch mit zwei Zwei-Zentner-Bomben richtete kaum Schaden am Bauwerk an, ein zweiter Sprengversuch durch eine auf dem Viadukt liegende Mine konnte durch Stadtilmer Bürger verhindert werden.
Am 11. April 1945 wurde bei der Detonation einer Fliegerbombe im Kirchgarten die Methfesselschule zerstört, auch die Stadtkirche wurde schwer beschädigt. Die Schule war zuvor Unterkunft für die Nachrichteneinheit 500 der SS gewesen.
Am Morgen des 12. April 1945 rückten erste amerikanische Truppen in die Stadt ein und trafen dort noch auf Widerstand des Volkssturmes, der jedoch nicht lange standhielt, so dass noch am selben Tag die Stadt den Amerikanern übergeben wurde.

### 1945 bis 1989
Gemäß den Zonenprotokollen aus dem Jahr 1944 wurde die Stadt am 4. Juli 1945 Teil der Sowjetischen Besatzungszone. Erste Veränderungen der neuen Gesellschaftsordnung wurden bald spürbar: Im September 1945 fand im Rahmen der Bodenreform die Enteignung mehrerer Güter statt, das Land wurde an Landarbeiter sowie an Flüchtlinge aus den deutschen Ostgebieten aufgeteilt. Auch die Betriebe wurden enteignet und in Volkseigene Betriebe überführt. Erster Betrieb im gesamten Kreis Arnstadt war die Saline in Oberilm, es folgten das Lederwerk und die Gelatinefabrik.
1949 ging die Sowjetische Besatzungszone in die neu gegründete Deutsche Demokratische Republik über. Bereits in den ersten Jahren ihres Bestehens wurde das Stadtbild entscheidend verändert. Es entstanden bis in die Mitte der 1960er Jahre vor allem im Rahmen des Nationalen Aufbauwerkes Plattenbausiedlungen, eine Schule und mehrere Kindergärten, Industriebetriebe, ein Schwimmbad, ein Landambulatorium, ein Kino und anderes. Bis in die 1980er Jahre wurden die Plattenbaugebiete in Oberilm und zwischen der Straße der Freundschaft (heute Weimarische Straße) und der Baumallee ausgebaut. 1975 wurde ein zweites Schulgebäude eingeweiht.
Am 1. Juli 1950 wurde die bis dahin eigenständige Gemeinde Oberilm eingegliedert.
Die in der gesamten DDR stattgefundenen Demonstrationen am 7. und 8. Oktober 1989 betrafen Stadtilm noch nicht, nur in der Kreisstadt Arnstadt wurde demonstriert. Am 10. Dezember 1989 fand die erste Schweigedemonstration statt, die vom Marktplatz aus durch mehrere Straßen der Innenstadt führte.

### Seit 1990
Nach der Wende fanden am 6. Mai 1990 die ersten freien Kommunalwahlen statt, bei denen die CDU mit zwölf Sitzen und die SPD mit elf Sitzen die höchsten Wahlergebnisse erreichten. 1994 wurden der Landkreis Arnstadt, zu dem Stadtilm bis dahin gehörte, mit dem Landkreis Ilmenau zum Ilm-Kreis zusammengelegt. Das Hohe Kreuz, eine kleine bei Stadtilm gelegene Siedlung, entschied sich im selben Jahr mit 12:10 Stimmen, nicht Stadtilm, sondern der Gemeinde Niederwillingen beizutreten. 1996 schloss sich diese mit anderen Gemeinden zur Gemeinde Ilmtal zusammen. Zur Umsetzung der Gebietsreform in Thüringen wurden Verhandlungen mit ebendieser über einen Zusammenschluss vorgenommen, welche in eine Eingliederung Ilmtals zum 6. Juli 2018 mündeten.
Am 20. Dezember 2017 wurde nahe Traßdorf eine neue Anschlussstelle der A 71 eröffnet, die den Namen der Stadt trägt und die Bundesstraße 90 anbindet, welche südlich an der Stadt vorbeiführt. Danach sollte der Hund, die Straße nach Nahwinden, zurückgebaut werden.

### Einwohnerentwicklung
| Jahr                                                                            | 1843  | 1939  | 1989  | 2005  | 2010  | 2015  | 2019    |
| Einwohner                                                                       | 2.167 | 4.556 | 5.543 | 5.092 | 4.920 | 4.777 | 8.406 * |
| Datenquelle: ab 1994 Thüringer Landesamt für Statistik – Werte vom 31. Dezember |       |       |       |       |       |       |         |

## Politik

### Stadtrat

#### Sitzverteilung im Stadtrat
| Wahljahr | CDU      | SPD      | FDP 1   | LINKE   | FWG     | VSB     | NF     | DFD    | BA 3    | Gesamt   |
| -------- | -------- | -------- | ------- | ------- | ------- | ------- | ------ | ------ | ------- | -------- |
| 1990     | 12 Sitze | 11 Sitze | 2 Sitze | 1 Sitz  |         | 2 Sitze | 1 Sitz | 1 Sitz |         | 30 Sitze |
| 1994     | 8 Sitze  | 9 Sitze  | 1 Sitz  | 2 Sitze |         |         |        |        |         | 20 Sitze |
| 1999     | 11 Sitze | 6 Sitze  | 1 Sitz  | 2 Sitze |         |         |        |        |         | 20 Sitze |
| 2004     | 7 Sitze  | 6 Sitze  | 1 Sitz  | 3 Sitze | 3 Sitze |         |        |        |         | 20 Sitze |
| 2009     | 5 Sitze  | 5 Sitze  | 1 Sitz  | 3 Sitze | 2 Sitze |         |        |        |         | 16 Sitze |
| 2014     | 6 Sitze  | 4 Sitze  | 1 Sitz  | 3 Sitze | 2 Sitze |         |        |        |         | 16 Sitze |
| 2019     | 5 Sitze  | 2 Sitze  | 1 Sitz  | 2 Sitze | 2 Sitze |         |        |        | 8 Sitze | 20 Sitze |
| 2024     | 5 Sitze  | 2 Sitze  | 1 Sitz  | 1 Sitz  | 3 Sitze |         |        |        | 8 Sitze | 20 Sitze |

#### Ausschüsse
Gemäß §§ 18–19 der Geschäftsordnung der Stadt bildet der Stadtrat folgende Ausschüsse:
- Haupt- und Finanzausschuss, bestehend aus Bürgermeister und sechs Stadtratsmitgliedern,
- Bau-, Planungs-, Ordnungs- und Umweltausschuss, bestehend aus Bürgermeister, sieben Stadtratsmitgliedern und bis zu sieben sachkundigen Bürgern,
- Kultur-, Sport-, Jugend-, Sozial-, Senioren- und Gleichstellungsausschuss, bestehend aus Bürgermeister, sieben Stadtratsmitgliedern und bis zu sieben sachkundigen Bürgern.

### Bürgermeister
| Amtsantritt | Name           | Partei    |
| ----------- | -------------- | --------- |
| 01.07.2000  | Joachim Günsel | SPD       |
| 01.07.2012  | Lars Petermann | parteilos |

### Wappen
Blasonierung: „In Blau ein zweitürmiges silbernes Gebäude mit offenem Portal und Brückengang zwischen den Türmen; darüber schwebend ein silberner Kamm, überhöht von einem silbernen Spangenhelm.“
Das Wappenbild stellt die doppeltürmige Westfassade der Kirche „St. Marien“ mit der ehemaligen „Höchsten Brücke Thüringens“ (eines der sieben Wunder Stadtilms) dar, die 1899 aus Baustilgründen entfernt wurde. Helm und Kamm sind Zeichen des ehemaligen Fürstentums Schwarzburg-Rudolstadt. Der Untergrund soll an eine aufgespannte Lederhaut erinnern, weil das lederbe- und -verarbeitende Handwerk in Stadtilm früher eine bedeutende Rolle spielte. Das vorherige Wappen wurde mit dieser Schildform verändert.

### Flagge
Die Stadtfahne besteht aus zwei gleich breiten Streifen in Blau und Weiß, mittig aufgesetzt ist das oben beschriebene Stadtwappen. Allgemein werden diese Fahnen auch ohne Wappen verwendet. Das Blau der Fahne geht auf die Tuchmacherzunft zurück und wurde so zur Stadtfarbe.

### Städtepartnerschaften
- Wetter (Ruhr) in Nordrhein-Westfalen, seit 3. Oktober 1990
- Waldbronn in Baden-Württemberg, seit 2002

## Wirtschaft und Infrastruktur

### Entwicklung der Wirtschaft

#### Überblick
Mit der kleinstädtischen Prägung hatte das Handwerk, woraus auch einige Fabriken hervorgingen, immer eine bedeutende Stellung inne. Es waren diverse, heute „ausgestorbene“, Handwerksbetriebe ansässig (Gerber, Buchbinder, Seiler, Hutmacher, Bürstenmacher, Sattler, Korbmacher, Böttcher, Seifensieder usw.). Des Weiteren wurden auch Landwirtschaft, Handel (eine Vielzahl kleiner Geschäfte) und etliche Gastwirtschaften betrieben, mit heutiger Begrifflichkeit würde man häufig von Nebenerwerb sprechen. Über Jahrhunderte war die Schafzucht von besonderer Bedeutung, die Beschreibung der Aufführung eines Schäfertanzes ist überliefert.

#### Tuchmacher
Bereits 1542 wurde die Tuchmacherzunft als älteste Zunft der Stadt gegründet und zählt damit zusammen mit den später hinzukommenden Ledergerbern zu den traditionellen Arbeitgebern der Stadt, was sich auch, wie oben beschrieben, im Stadtwappen widerspiegelt. Aus den Festen und Umzügen der Zunft hat sich die Karneval-Tradition entwickelt.

#### Salzabbau
Als man Ende des 19. Jahrhunderts vermehrt nach Kohlevorkommen suchte, fand man in der Nähe des heutigen Ortsteils Oberilm ein ca. 80 Meter starkes Steinsalzvorkommen. 1903 wurde hier die Saline Oberilm errichtet, so dass ab 1905 die Produktion aufgenommen werden konnte. Als VEB Saline Oberilm gehörte diese zum Kombinat Kali. Die Produktion wurde 1998 eingestellt. Neben der Saline Luisenhall in Göttingen gehörte sie zu den letzten Pfannensalinen Mitteleuropas. Eine Erhaltung als technisches Denkmal wird angestrebt.

#### Chemie
domal wittol Wasch und Reinigungsmittel GmbH 1889 begann auf dem flussaufwärts an der Ilm gelegenen Gebiet der Morgenleite, welches heute zu Stadtilm gehört, die Produktion von Bleiweiß. 1921 wurde auf dem Gebiet eine große Fabrik für Farben errichtet. 1943 begann die Produktion von Elektroisolationsmaterial, ab 1951 wurde die Produktion erneut umgestellt, das Unternehmen wurde zum Gelatinewerk. Ab 1968 wurden auch Reinigungsmittel hergestellt, so dass die Firma 1973 in VEB domal Stadtilm umbenannt wurde, der einer der größten Hersteller für Reinigungsmittel der DDR war. Von 1993 bis 2012 gehörte die domal wittol Wasch und Reinigungsmittel GmbH zur Kruse KG im sauerländischen Balve. Seit 2012 ist die Firma mit rund 110 Mitarbeitern selbstständig und unabhängig. Im Juli 2014 meldete das Unternehmen Insolvenz an, letztlich das Ergebnis strategischer Fehlentscheidungen.
Am 21. Oktober 2014 übernahm das polnische Unternehmen Global Cosmed AG die Firma und produzierte unter den Namen „Global Cosmed domal GmbH“ weiterhin flüssige Wasch- und Reinigungsmittel für den deutschen Markt und für den Export (u. a. England, Russland und China).

#### Schuhe
In der Stadt nahm die Schuhherstellung einen bedeutenden Platz ein, es gab große Fabriken und etliche kleinere Hersteller:
- Paul Hoffmann – Ilmia: Der größte Hersteller war die Paul Hoffmann & Co KG, die auch die Marke Ilmia führte. Seit 1898 wurden hier Schuhe gefertigt. 1930 wurde der erste Sportschuh der Marke lanciert. Bis 1945 wurden auch beheizbare Fliegerstiefel für das Militär hergestellt. Nach dem Zweiten Weltkrieg spezialisierte man sich auf Turn- und Fußballschuhe. Diese wurden in den 1950er Jahren u. a. auch für Fußballvereine der DDR-Oberliga hergestellt. Die Verstaatlichung des Familienunternehmens erfolgte 1972, später wurde der Betrieb in das Kombinat Germina eingegliedert. Ab 1987 war der Betrieb Teil des Kombinats Schuhe Weißenfels. Nach dem Ende der DDR wurden die Kombinate aufgelöst. Die Firma wurde nach der Rückübertragung von der Erbengemeinschaft weitergeführt und produzierte bis zum Konkurs 1998 überwiegend Sportschuhe. Lieferungen erfolgten auch an die Bundeswehr. Im Jahr 2003 wurde die Marke wiederentdeckt.[15]
- F.C. Ebert KG: Diese Schuhfabrik wurde bereits 1848 gegründet, das Gründungsjahr wurde nach dem Zusammenschluss von Ilmia übernommen. Das Sortiment beinhaltete hauptsächlich Arbeitsschuhe. Das Denkmalobjekt zeittypischer Kombination aus Wohnhaus mit Fabrikgebäude (gegenüber der ehemaligen Post) wurde 2011 abgerissen.
- Albert Machedanz & Co KG: Die Firma Machedanz wurde 1972 durch den DDR-Staat enteignet. Mit der Eingliederung in Ilmia musste 1977 auch die Eigenständigkeit aufgegeben werden. Bis dahin wurden Herren-, Kinder- und Skischuhe hergestellt.
- Louis Höring KG: 1849 gegründet, und wie alle anderen privaten Stadtilmer Schuhfabriken, 1972 enteignet. Bis 1977 wurden noch eigenständig Straßenwanderschuhe hergestellt, bei dem Zusammenschluss zu Ilmia wurde der gesamte Maschinenpark verschrottet und die Gebäude an VEB Wohnraumleuchten Stadtilm übertragen.
- Otto Krähmer: Nach der Enteignung und dem Zusammenschluss mit der Fa. Machedanz wurde der Produktionsstandort aufgegeben.
- Hilmar Eberhardt
- Adolf Knauf
- Voigt: Das Gebäude des Gründungsstandortes (Ecke Weimarische Straße zur Erfurter Straße) wurde im Dezember 2010 und die nachfolgende größere Fabrik in der Weimarische Straße (Denkmalobjekt neben dem Netto-Markt) 2012 abgerissen.

#### Leder
- A.Th. Meißner Das Unternehmen wurde 1858 gegründet und 1922 in eine Aktiengesellschaft umgewandelt, die fast vollständig in Familienbesitz verblieb. Der Schwerpunkt der Produktion lag ursprünglich bei der Roßgerberei. 1945 wurde der Vorstand Herr Meißner von der sowjetischen Besatzungsmacht grundlos in das Speziallager Nr. 2 Buchenwald verbracht und das Unternehmen als eines der ersten enteignet. Die Lederfabrik wurde dann als Volkseigener Betrieb (VEB Lederfabrik Stadtilm) mit der Spezialisierung auf Kalbsleder fortgeführt.
- Hugo Toursel KG Es wurden überwiegend Futterleder und Schweinsspaltleder hergestellt.

#### Metallverarbeitung
1943 verlegte die Rheinmetall Borsig AG die Produktion von Gelenkwellen, die in dieser Zeit für die Rüstungsindustrie wichtig waren, nach Stadtilm.
Die Fabrikanten wurden infolge der Beschlüsse der Alliierten noch 1945 enteignet und 1949, mit Gründung der DDR, wurde das Werk in Volkseigentum überführt. Die Fabrik hieß bis 1989 VEB Gelenkwellenwerk Stadtilm, sie war mit rund 1800 Beschäftigten der größte Arbeitgeber der Stadt und exportierte die Produkte in viele Länder. Als Ergebnis der deutschen Wiedervereinigung gelangte das Werk in das Portfolio der Treuhand (THA), die einen Käufer suchte. Nach etlichen Interessenten aus den westlichen deutschen Bundesländern gab es jedoch keinen potenziellen Käufer. Die reprivatisierte Gelenkwellenfabrik wurde nun von einem Managementstab geleitet und aus dem VEB wurde das GEWES – Gelenkwellenwerk Stadtilm GmbH. Martin Röder, ein in der DDR ausgebildeter Landmaschinbauer, wurde in das Leitungsteam berufen. Nach einigen gedanklichen Umwegen bemühte sich Röder dagegen intensiv um den Kauf, konnte eine Bank gewinnen und viel Eigenkapital in die Hand nehmen. Er erhielt die Immobilie 1994, musste aber auf Nachforderung der THA sogar noch einen höheren Kaufpreis zahlen. Er übernahm einen Teil der vorherigen Mitarbeiter (340 Personen) und führte das Unternehmen in die Marktwirtschaft.
Außerdem siedelte sich im Ort die L&K Maschinenbau, Land- und Karaftfahrzeugtechnik GmbH an. Sie bildet u. a. Schweißtechniker aus.

#### Spielzeugproduktion

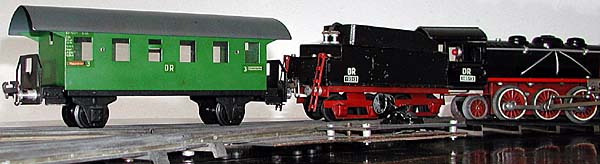
Modelle der in Stadtilm produzierten Nenngröße S im Museum

In Stadtilm wurden Puppen, oft in Heimarbeit, gefertigt (Komplettierung/Bemalung).
Am Ende des Zweiten Weltkrieges wurden die Carl Liebmann Metallwerke gegründet, die sich auf die Fertigung von Spielzeugeisenbahnen konzentrierte. Die Firma stellte Modelle in der seltenen Spur S her, nachdem diese die Fertigung von Modellen der Spur 0, abgegeben hatte. 1951 wurde der Betrieb verstaatlicht und in VEB Metallwarenfabrik Stadtilm umbenannt. Die Produktion von Spielzeugeisenbahnen wurde 1964 aufgegeben.
Zum Produktionsumfang gehörten auch mechanisches Spielzeug zum Aufziehen, wie z. B. Vögel, Frösche und Dampfwalzen.

#### Orgelbau
Die ältesten Belege für den Stadtilmer Orgelbau reichen bis 1625 zurück. Aus diesem Jahr stammte eine Orgel, die sich 1885 noch in der Cruciskirche in Sondershausen befand. Heute existiert immer noch ein kleiner Familienbetrieb, der sich vor allem auf die Restaurierung und den Neubau von Orgeln spezialisiert hat (siehe Orgelbau Schönefeld).

#### Sonstige
- Stadtilmer Porzellanfabrik KG
- Seeger & Co KG, Lampenfabrik Seeger Leuchten
- Kleinstanzteile
- Holzindustrie (Gartenmöbel, Weißlackmöbel, Vogelkäfige)
- OKOLI-Gesellschaft Rudolf Römer & Co (Foto-Reproduktionsapparate)
- Ziegelei
- Weinkellerei Otto Sohn
- Brauerei Brömel
- Deutsche Traktoren Union GmbH

### Unternehmen im 21. Jahrhundert
Wie in der gesamten ehemaligen DDR vollzog sich auch in Stadtilm ab 1990 ein großer wirtschaftlicher Wandel. Die Volkseigenen Betriebe wurden zum großen Teil privatisiert, mussten jedoch einen starken Stellenabbau hinnehmen. Nicht allen Firmen gelang eine Anpassung an die neuen Marktanforderungen, besonders betrifft dies die ehemals mit ortsprägende Schuh- und Lederfabrikation. Heute sind vor allem kleine und mittlere Unternehmen in der Stadt ansässig. Die Metallbearbeitung gehört dabei zu den am stärksten vertretenen Branchen. Aufgrund der geografischen Lage ist Stadtilm jedoch auch eine Pendlerstadt für Bewohner, die in Erfurt, Weimar oder Ilmenau arbeiten.

### Wasser und Abwasser
Die Aufgaben der Wasserversorgung und Abwasserbeseitigung wurden auf den Wasser-/Abwasserzweckverband Arnstadt und Umgebung übertragen.

### Schulen

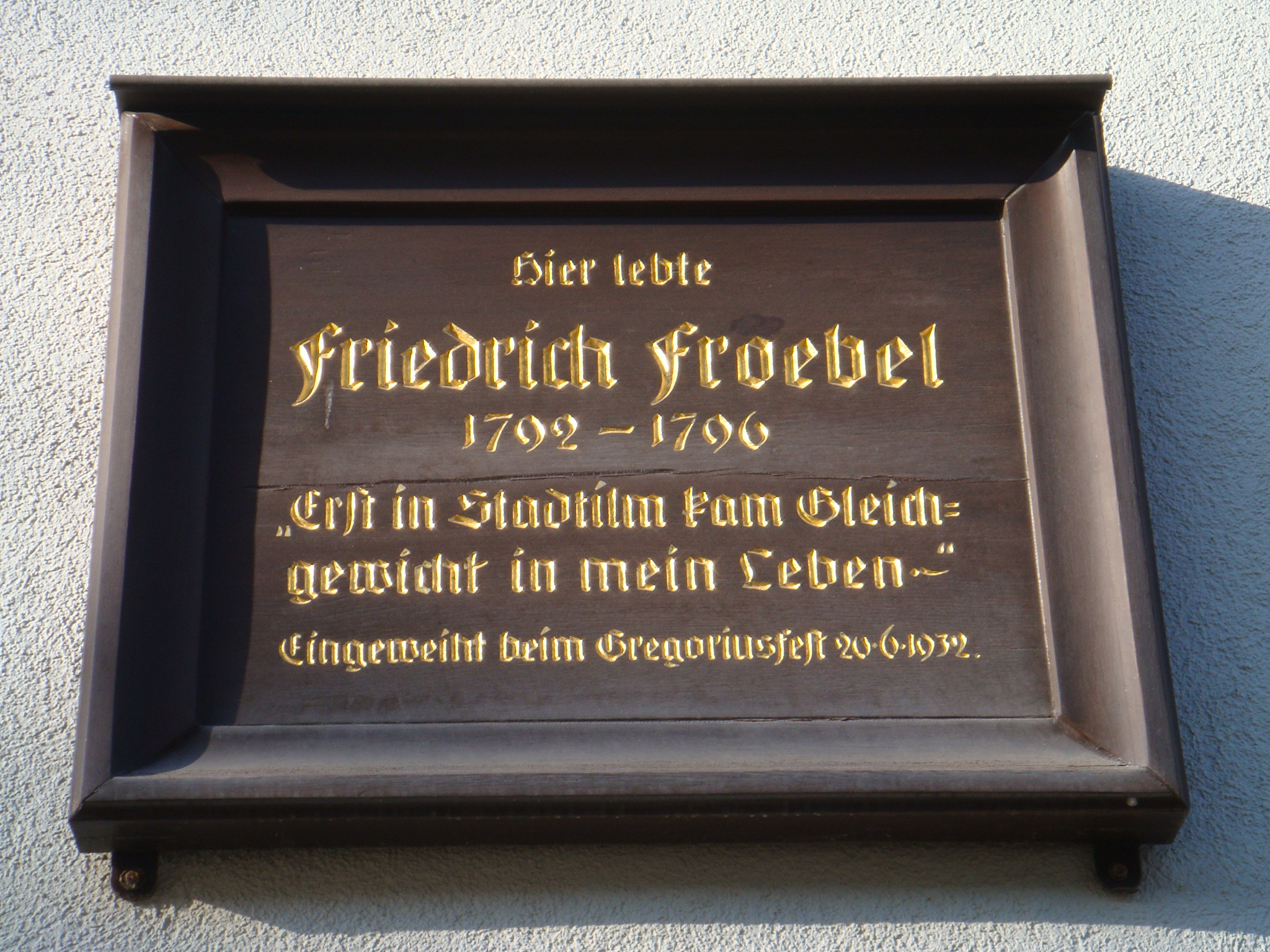
Gedenktafel an Fröbels Wohnhaus

Belege über die Existenz von Schulen in Stadtilm reichen bis ins Jahr 1286 zurück. Aus dieser Zeit existiert ein Nachweis über eine Knabenschule im Ort. Ein Schulunterricht für Mädchen wurde vermutlich erst im 16. Jahrhundert eingeführt. Der Standort der damaligen Schulen ist nicht bekannt. Nachdem während des Stadtbrandes 1780 die beiden damals bestehenden Schulen den Flammen zum Opfer gefallen waren, wurde die sogenannte Neue Schule gebaut und 1783 eingeweiht. Zudem gab es ein weiteres Klassenzimmer in der Annastraße (heute Fröbelstraße). 1835 wurde dieses Gebäude umgebaut, so dass der Umfang des dort gehaltenen Unterrichts erweitert werden konnte. 1876 wurde in der Schloßgasse (heute „Straße der Einheit“) ein weiteres Schulgebäude eröffnet. Durch seine markante Bauweise aus Backsteinen erhielt sie schnell den Namen Rote Schule. Parallel existierten seit 1887 einige Privatschulen in Stadtilm, die nur einige wenige Schüler unterrichteten. Sie wurden aber um 1922/23 verboten und den staatlichen Schulen angegliedert.
Friedrich Fröbel, der von 1792 bis 1796 ebenfalls in Stadtilm die Schule besuchte, gründete am 13. November 1816 im benachbarten Griesheim die erste Allgemeine deutsche Erziehungsanstalt, welche jedoch schon ein Jahr später nach Keilhau verlegt wurde. Hier fand er die Grundlagen für seine Schriften zur Erziehung, die später zur Gründung des ersten Kindergartens in Bad Blankenburg führten.
1929 erhielt die Neue Schule den Namen Albert Methfessel. In diesem Jahr wurden in Stadtilmer Schulen 491 Schüler und Schülerinnen in 12 Klassen von 10 Lehrern unterrichtet. In den Jahren 1938 und 1939 wurde eine ehemalige Mälzerei hinter dem Rathaus zur Schule umgebaut und bekam den Namen Mittelschule. In den Kellerräumen dieses Gebäudes befand sich ab 1944 Kurt Diebners Labor, in dem er Arbeiten für das Uranprojekt und damit für eine mögliche deutsche Atombombe durchführte. In den letzten Tagen des Krieges – am 11. April 1945 – traf eine Fliegerbombe die Methfessel-Schule und zerstörte das gesamte Gebäude.
Nach dem Zweiten Weltkrieg wurde zunächst in den verbliebenen Schulgebäuden weiter unterrichtet, jedoch bestand dringender Bedarf für einen Ersatz der zerstörten Methfesselschule. 1948 begann der Bau des neuen Schulgebäudes, welches 1950 unter dem Namen Wilhelm-Pieck-Schule eröffnet wurde. Ein zweites Schulgebäude in der Nähe der Wilhelm-Pieck-Schule wurde Ende der 1960er Jahre gebaut und 1970 eingeweiht, die dort ansässige Schule trug bis 1990 den Namen Otto-Grotewohl-Schule. Der Schulkomplex um die beiden Schulen wurde 1972 um ein Schulspeisungszentrum und 1976 um eine Sporthalle ergänzt.
In den Jahren 2005 und 2006 wurden die beiden Schulgebäude grundlegend saniert und erweitert und im Jahre 2006 infolge des Zusammenschlusses von mehreren regionalen Schulen zur Staatlichen Regelschule Stadtilm ausgebaut. Eine Sanierung der Sporthalle ist ab dem Jahr 2012 geplant.

### Verkehr
Südwestlich der Kernstadt, sowie bei Traßdorf, Geilsdorf und Nahwinden besteht Anschluss an die Bundesstraße 90. Diese endet im westlichen Stadtgebiet an der Anschlussstelle Stadtilm der A 71 und führt östlich weiter nach Rudolstadt.
Durch die Stadt führt die Landstraße 3087 (bis 2020 Bundesstraße 87) von Bad Berka nach Ilmenau. Davon abzweigend führen Landesstraßen von Stadtilm nach Arnstadt und Erfurt, sowie von der B90 bei Geilsdorf nach Rottenbach und von Dienstedt nach Rudolstadt. Durch Traßdorf verläuft weiterhin die Landesstraße von Arnstadt nach Gehren. Die übrigen Stadtteile sind durch verschiedene Kreisstraßen miteinander verbunden.
Seit 1894 besitzt Stadtilm einen Bahnanschluss nach Arnstadt. 1895 wurde die Strecke bis Saalfeld verlängert. Die Bahnstrecke Arnstadt–Saalfeld überbrückt hier das Ilmtal auf einem großen Viadukt. Im Stundentakt fahren Regionalbahnen der Erfurter Bahn über Arnstadt nach Erfurt sowie Saalfeld mit weiteren Halten in den Ortsteilen Niederwillingen und Singen. Entlang der westlichen Stadtgrenze verläuft außerdem die Schnellfahrstrecke Nürnberg–Erfurt mit der Humbachtalbrücke, dem Tunnel Sandberg und dem Tunnel Behringen.

### Tourismus
Stadtilm liegt am 124 km langen Ilmtal-Radweg sowie an der Thüringer Porzellanstraße.

## Sehenswürdigkeiten

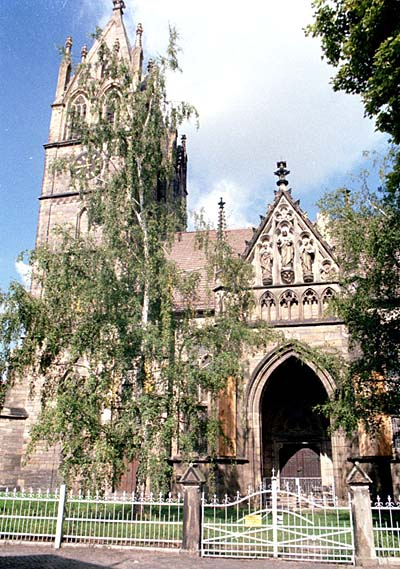
Stadtkirche von Süden

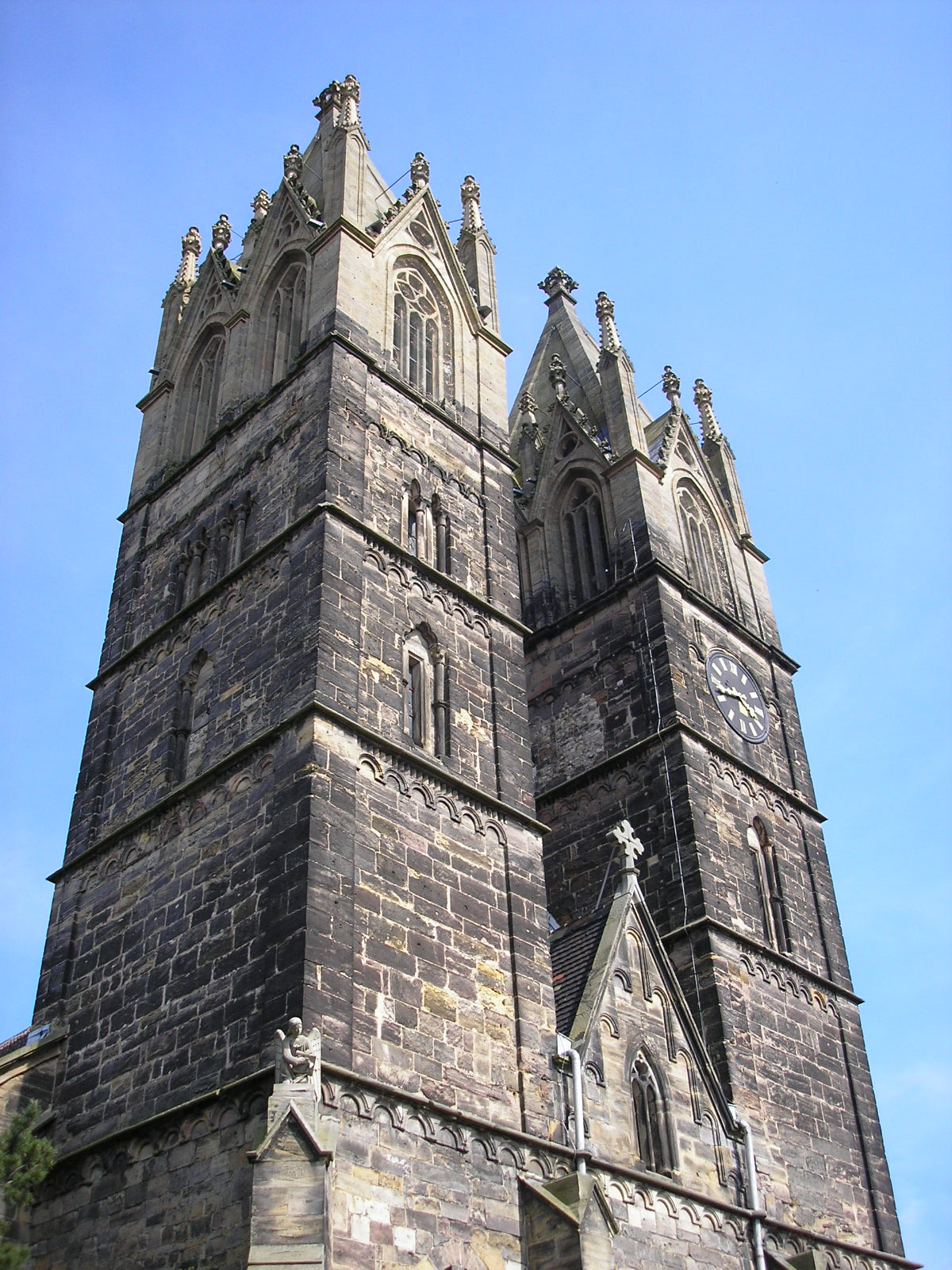
Beide Kirchtürme

### Rathaus

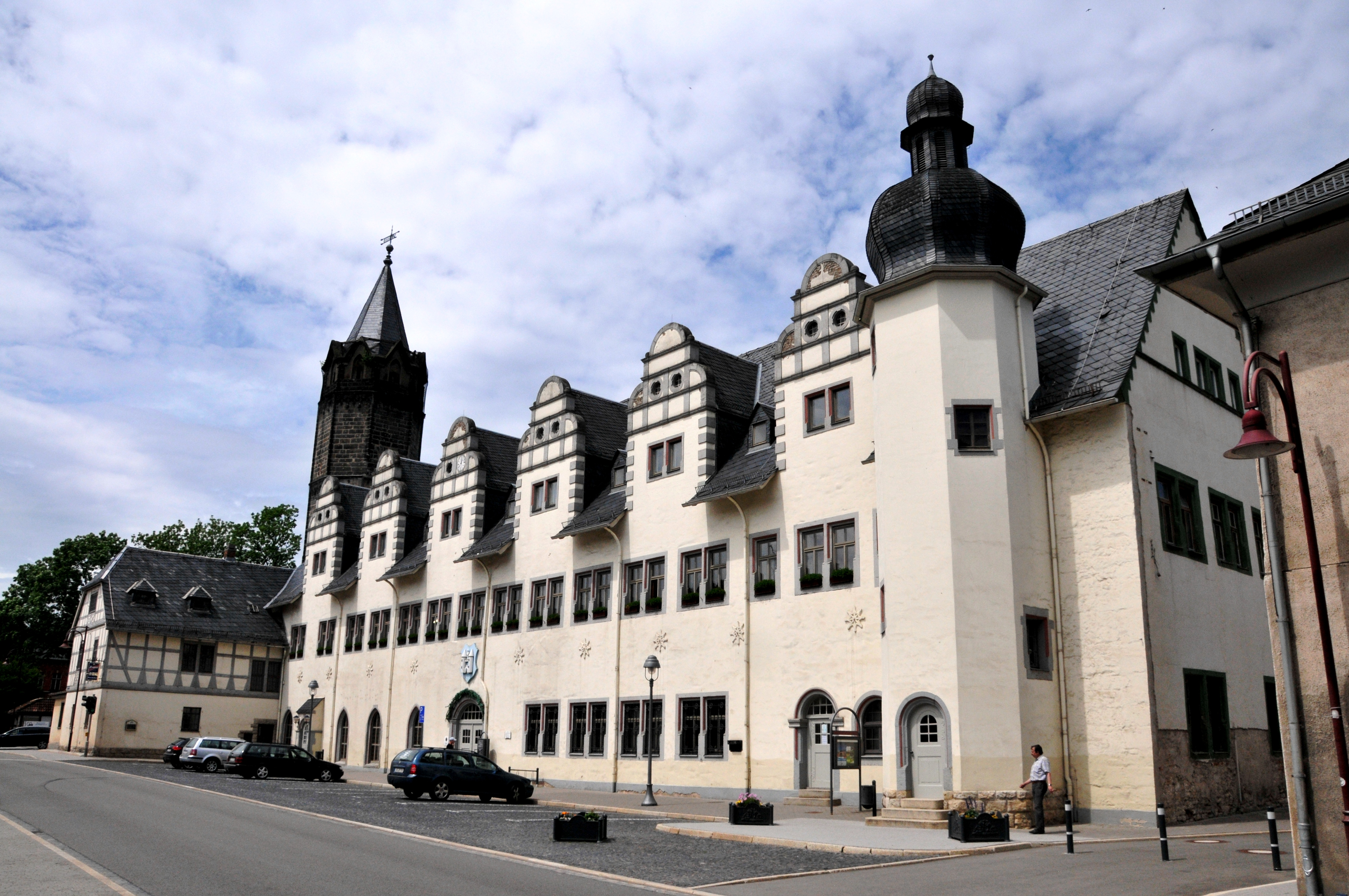
Rathaus

Das heutige Rathaus hat eine lange und abwechslungsreiche Geschichte hinter sich. Erste Bauten, von denen heute nur noch Teile vorhanden sind, entstanden, als der Käfernburger Graf Günther VII. 1275 das Zisterzienserkloster Saalfeld nach Stadtilm verlegte. 1287 wurde das Kloster der heiligen Maria, dem Nikolaus und Benedikt geweiht, erste Äbtissin wurde Irmengard, eine Tochter Günthers VII.
Das Kloster bestand rund 250 Jahre. Infolge der Reformation wurde Stadtilm 1533 evangelisch, das Kloster wurde aufgelöst und ging an die Schwarzburger Grafen, war jedoch zunächst aufgrund von Besitzstreitigkeiten nur ein Kammergut, so dass große Teile verfielen. Erst mit dem Stadtilmer Vertrag von 1599 waren die Streitigkeiten um das ehemalige Kloster beigelegt. Es dauerte aber noch bis 1628, bis die Söhne des Grafen Albrecht VII. das dann schon unbewohnbare Gebäude zum Schloss umbauen ließen.
Beim großen Stadtbrand von 1780 wurde auch das Schloss in Mitleidenschaft gezogen, aber recht bald wieder aufgebaut. 1865 wurde die Freiwillige Feuerwehr der Stadt gegründet; sie hatte ihren ersten Einsatz bei einem weiteren Brand im Schloss, der sich diesmal jedoch nur auf die Stallungen ausweitete. Am 13. Oktober (nach anderen Quellen am 16. Oktober) 1897 zerstörte jedoch ein Großbrand einen großen Teil des Stadtilmer Schlosses. Die Ruine wurde von den Gebrüdern Müller aus Vieselbach erworben und zum „Schloßgasthof“ umgebaut. Dieser wurde 1918 von der Stadtverwaltung gekauft und bis 1920 zum Rathaus umgebaut. Dabei wurde ein Ratskeller eingerichtet, und auch die Sparkasse bezog die Räumlichkeiten des ehemaligen Gasthofes. Seitdem ist das ehemalige Kloster Sitz der Stadtverwaltung. Außergewöhnlich und in Thüringen einmalig ist die Lage des Rathauses direkt an einer Straße – jeder andere vergleichbar große oder größere Ort in Thüringen besitzt ein Rathaus an einem Markt- oder Rathausplatz.
Im Rathaus befindet sich heute auch das Heimatmuseum der Stadt, welches eine Vielzahl von Exponaten zur Geschichte Stadtilms und der Umgebung zu bieten hat. Weiterhin ist hier sehenswert die sogenannte Krypta, der wohl älteste Teil des Gebäudes, ein Raum unter der Nonnenempore der Klosterkirche. Unter dem Heimatmuseum befindet sich eine mittelalterliche Steinofen-Luftheizung.

### Viadukt

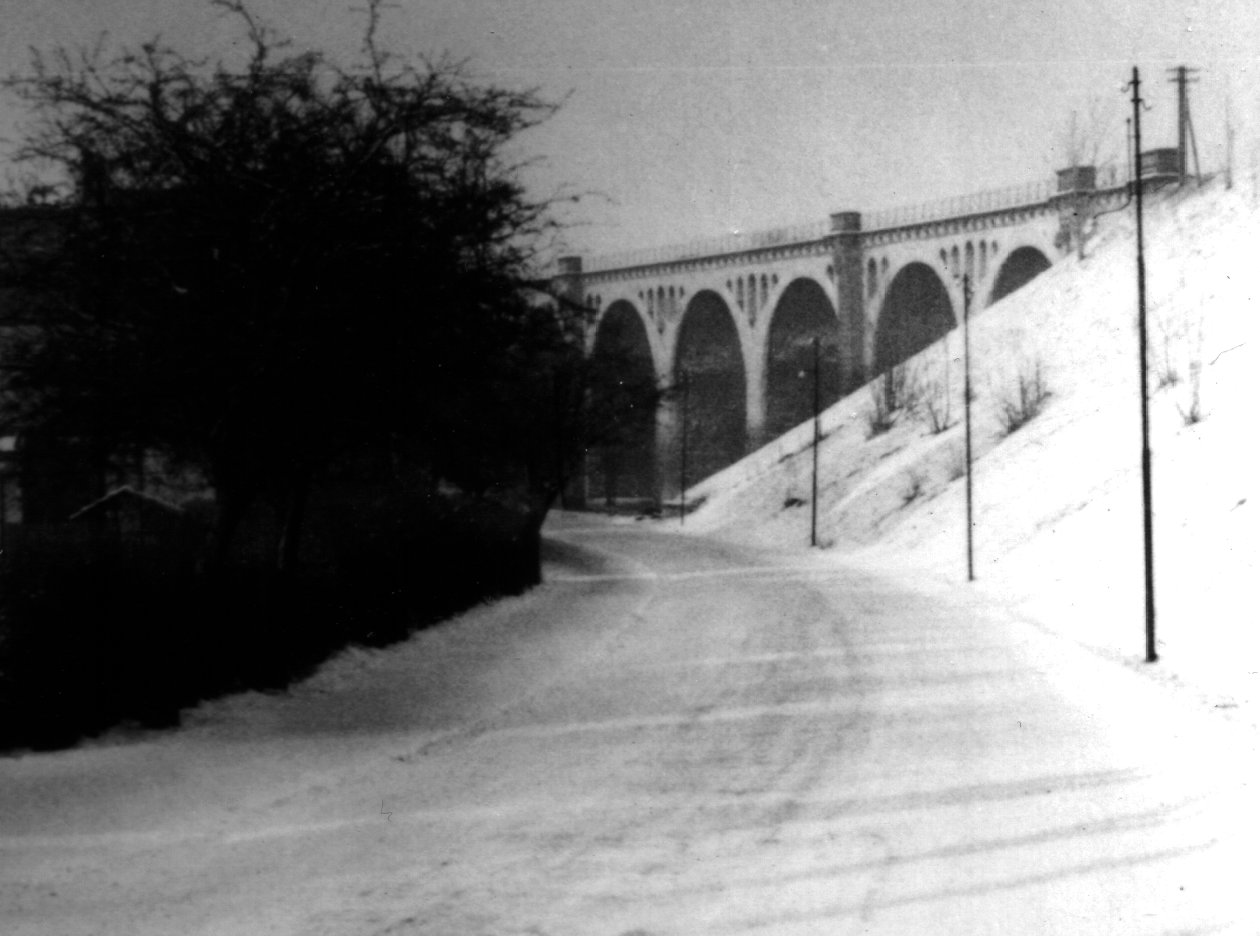
Viadukt, Blick aus Richtung Bahnhof (um 1960)

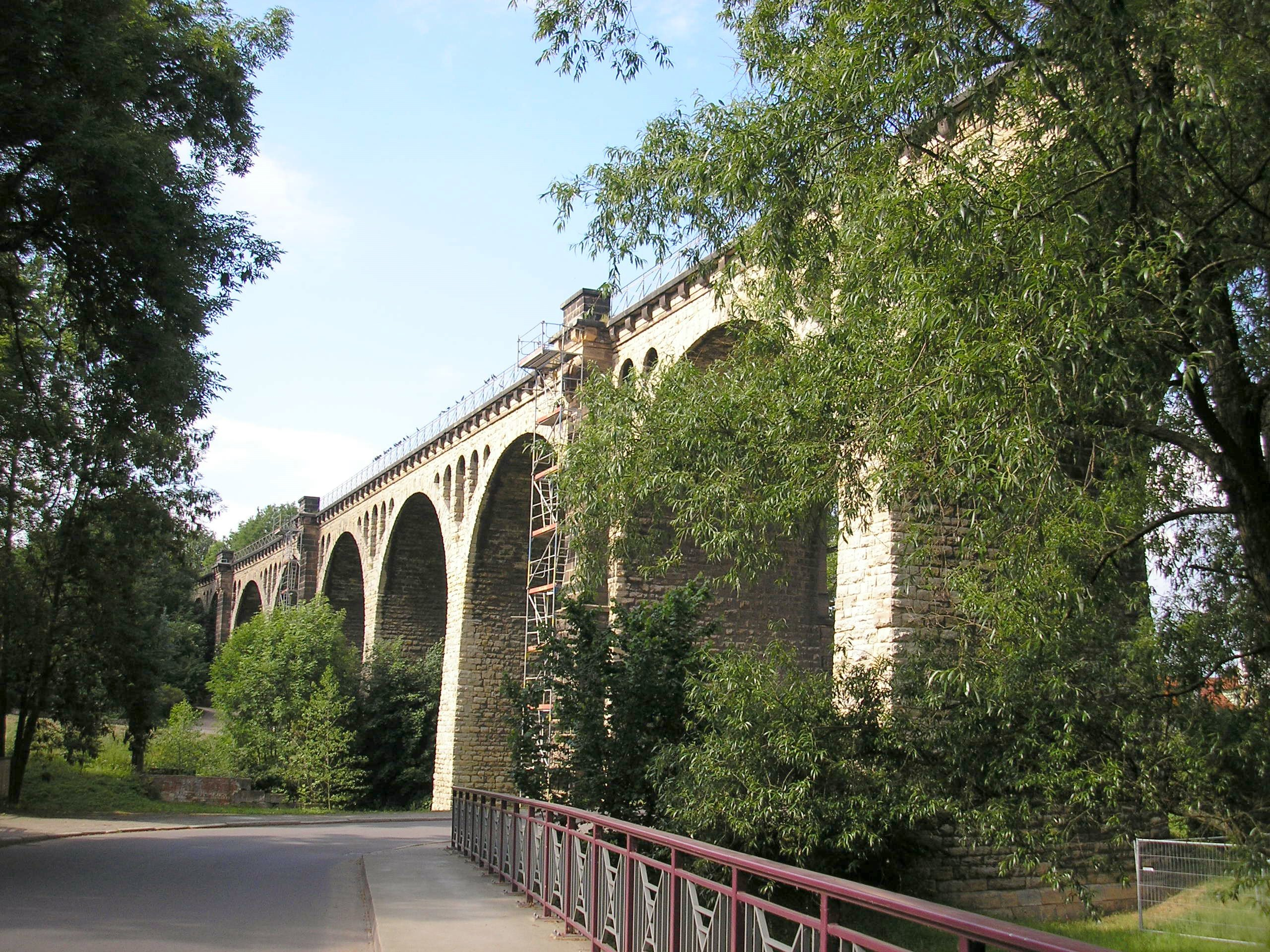
Viadukt im Jahr 2006

Ende des 19. Jahrhunderts setzte sich die Eisenbahn in Deutschland als wichtiges Verkehrsmittel durch. Mit der Bahnstrecke Arnstadt - Saalfeld sollte auch Stadtilm an das Bahnnetz angeschlossen werden und einen eigenen Bahnhof erhalten. Dazu war es nötig, das Tal der Ilm zu überbrücken. Man entschloss sich zum Bau des Ilmviaduktes östlich der Stadt in Richtung des damals noch nicht eingemeindeten Oberilm. Der Bau des 202 Meter langen und fast sieben Metern breiten Bauwerks begann mit der Grundsteinlegung am 3. Dezember 1891 und dauerte etwa anderthalb Jahre bis zum 28. Juni 1893. Zuvor war bereits eine Holzbrücke gebaut worden, die während des Baus zum Erdtransport genutzt wurde. Der erste fahrplanmäßige Zug fuhr erst fast ein Jahr später am 18. Juni 1894 über die neue Brücke. Der Aufschwung der Stadt, den man sich durch die Bahnstrecke erhoffte, blieb jedoch aus. Man schob dies unter anderem darauf, dass der Bahnhof der Stadt sich nicht im Stadtgebiet befand, sondern nach Oberilm gelegt wurde.
Seit den späten 1990er Jahren wird die Bahnstrecke hauptsächlich für den Personenverkehr genutzt, die einzige Strecke, die über den Viadukt führt, ist die Regionalverbindung zwischen den ICE-Bahnhöfen Erfurt und Saalfeld/Saale.

### StadtkircheSt. Marien
Der Bau der Stadtkirche St. Marien begann in der Mitte des 12. Jahrhunderts mit der Errichtung der beiden Türme. Bemerkenswert sind dabei die Fresken im Turmgewölbe aus dem Jahr 1235. Während des großen Stadtbrandes 1780 wurde auch die Kirche stark beschädigt. Die Instandsetzung dauerte bis 1789. Dabei wurde der Innenraum Barock gestaltet. Ein Teil der barocken Form wurde 1900 bei einer Sanierung zurückgebaut, ebenso die bis dahin vorhandene Brücke zwischen beiden Türmen, die aber stilisiert noch im Stadtwappen zu sehen ist. Glocken und ein Teil der Orgelpfeifen mussten während der beiden Weltkriege zu Rüstungszwecken abgegeben werden. Seither ist die Orgel nicht mehr komplett.

### Die sieben Wunder Stadtilms

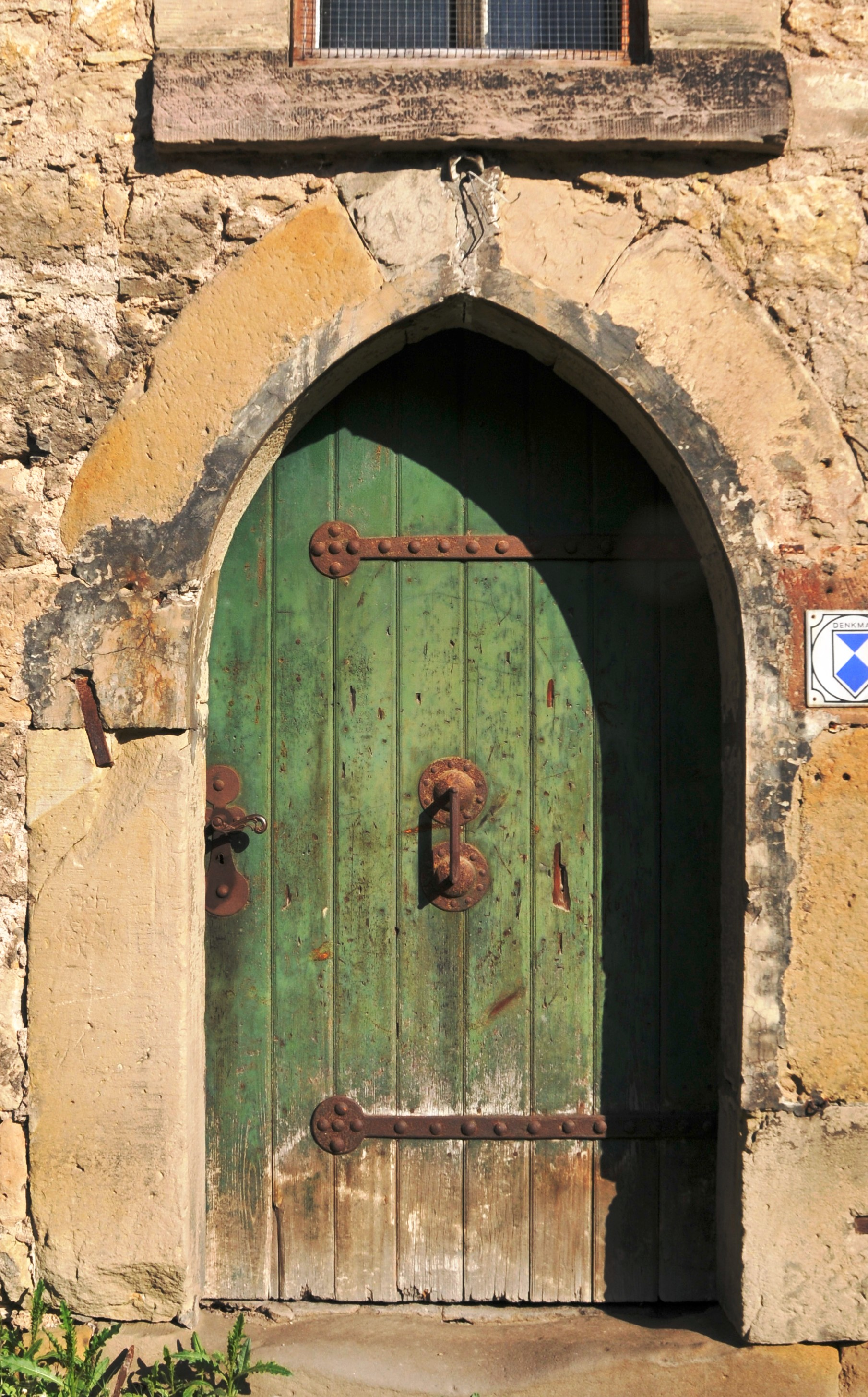
Tür im Zinsboden

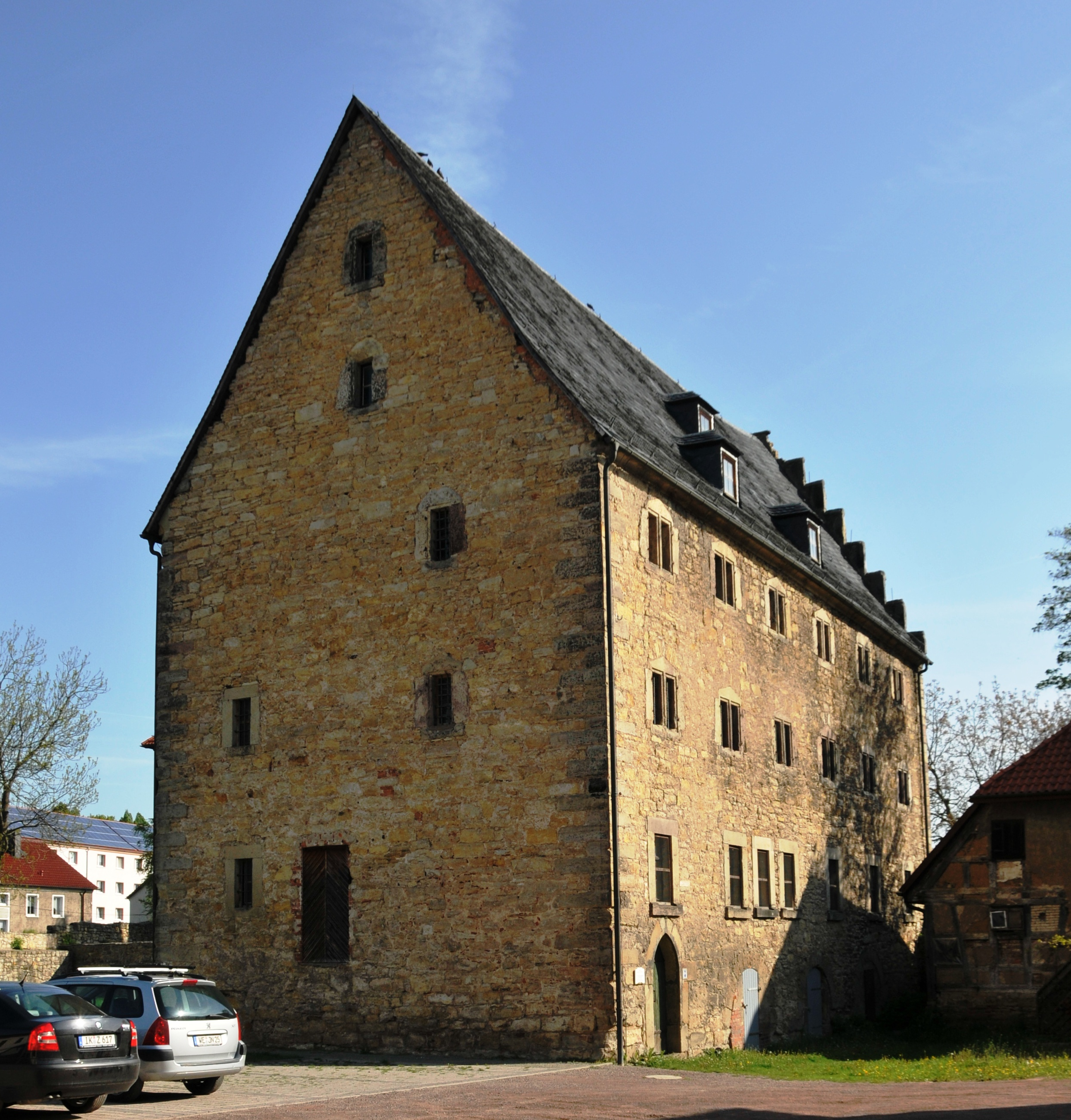
Zinsboden

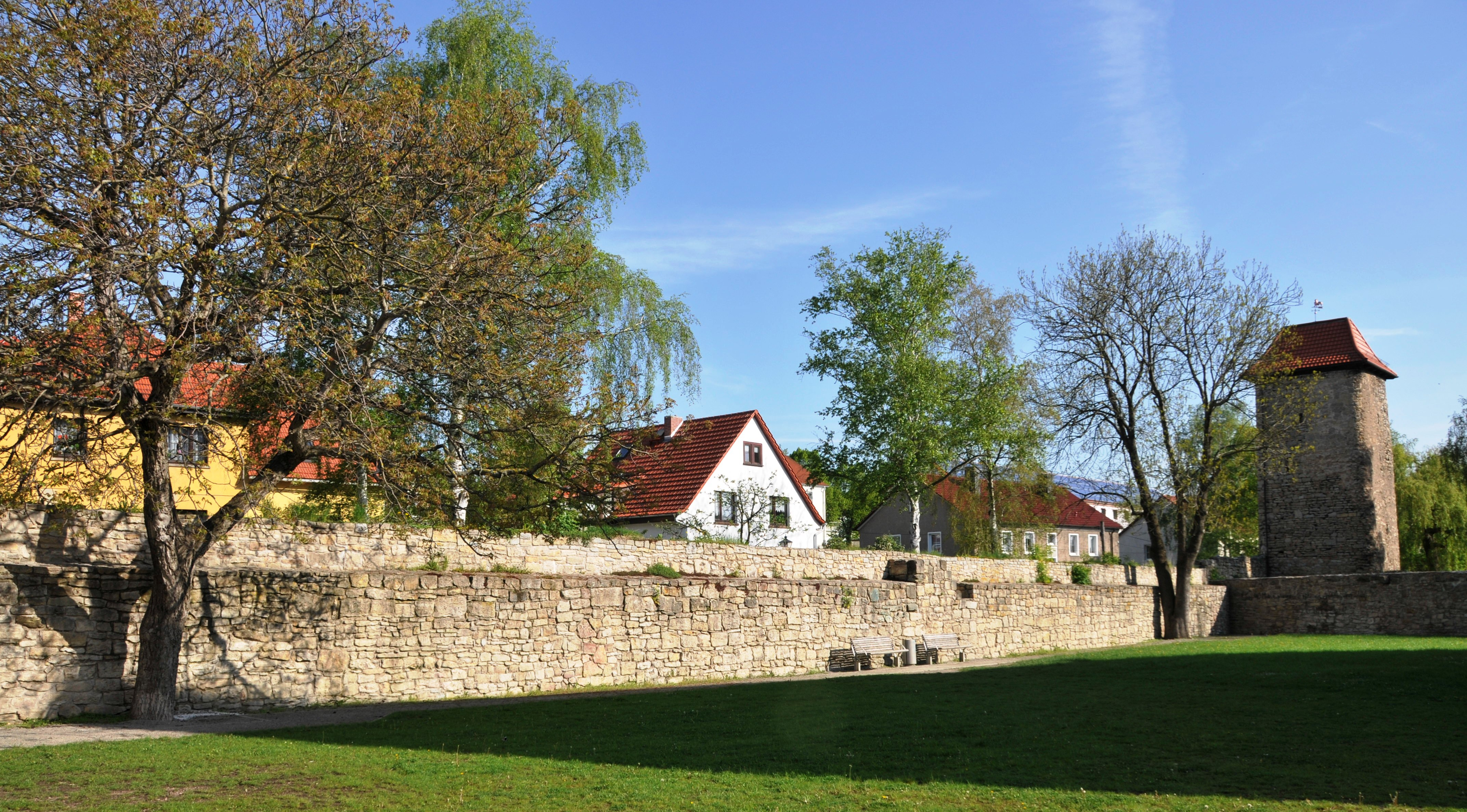
Stadtmauer nahe dem Zinsboden

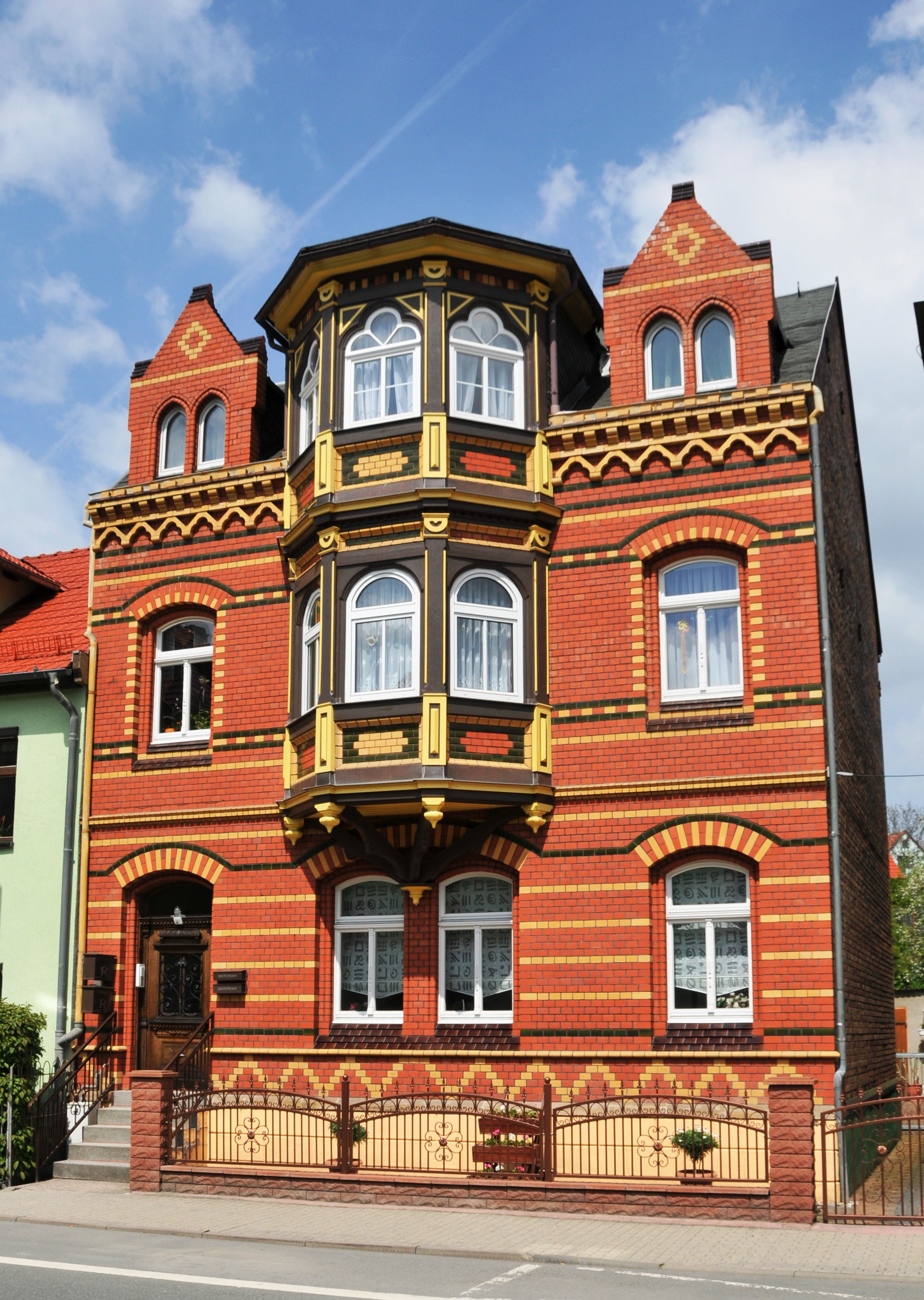
Wohnhaus

Als (nicht unbedingt ernst gemeinte) Anlehnung an die Sieben Weltwunder, bezeichnet sich Stadtilm seit dem Mittelalter oft als „Stadt der sieben Wunder“. Diese sieben Wunder Stadtilms sind:
- Die Höchste Brücke Thüringens: Zwischen den Türmen der Stadtkirche befand sich bis zu Renovierungsarbeiten in den Jahren 1899 bis 1903 ein hölzerner Übergang, welcher sich in einer Höhe von 398 m ü. NN befand. In der Abbildung der Kirche auf dem Stadtwappen ist der Übergang noch heute zu sehen.
- Die sogenannte Krypta im heutigen Rathaus ist keine eigentliche Krypta, sondern wahrscheinlich das ehemalige Refektorium (Speisesaal) aus der Zeit, in der das Gebäude als Kloster genutzt wurde. Er ist der letzte erhalten gebliebene Raum dieser Epoche des heutigen Rathauses. Zuletzt befand sich in den Räumlichkeiten der Krypta die Gaststätte Ratskeller.
- Gleich hinter dem Rathaus befindet sich ein weiteres „Wunder“: der größte Zinsboden Thüringens, welcher als Speichergebäude des Zisterzienser-Klosters gebaut wurde. Um 1350 wurde das Gebäude als Vorratslager für die Naturalabgaben umgebaut. Aus dieser Zeit stammt wohl auch die Bezeichnung „größter Schweinestall Thüringens“, da oft kurzzeitig die abzuliefernden Zinsschweine in dem Gebäude untergebracht worden waren. Ab 1890 bis kurz nach dem Zweiten Weltkrieg dienten Teile des Zinsbodens als Stadtgefängnis. Danach bis 1989 wurde hier Getreide eingelagert, sodann erfolgte eine bauliche Sicherung, die bis heute noch anhält (2010).
- Die Stadtmauer, von der noch große Teile erhalten sind, wird ebenfalls zu den Wundern der Stadt gezählt. Als unregelmäßiges Fünfeck umspannte sie mit etwa 1560 Metern Länge eine Fläche von zirka 350 × 500 Metern in einer Höhe von mindestens vier bis zu sechs Metern. Zirka 35 Halbtürme, mehrere Türme und vier Tore waren Teil der Befestigungsanlagen. Auf der durchschnittlich 1,70 m breiten Mauer befand sich ein 80 cm breiter Wehrgang für die Wachen, welcher durch eine in etwa 70 cm hohe Wehrmauer abgeschlossen war. 1991 bis 1993 wurde ein Teil der Stadtmauer, der beim Abriss eines Hauses gefunden wurde, rekonstruiert und ist jetzt Blickfang nicht nur für die Autofahrer, die auf der B 87 durch den Ort fahren.

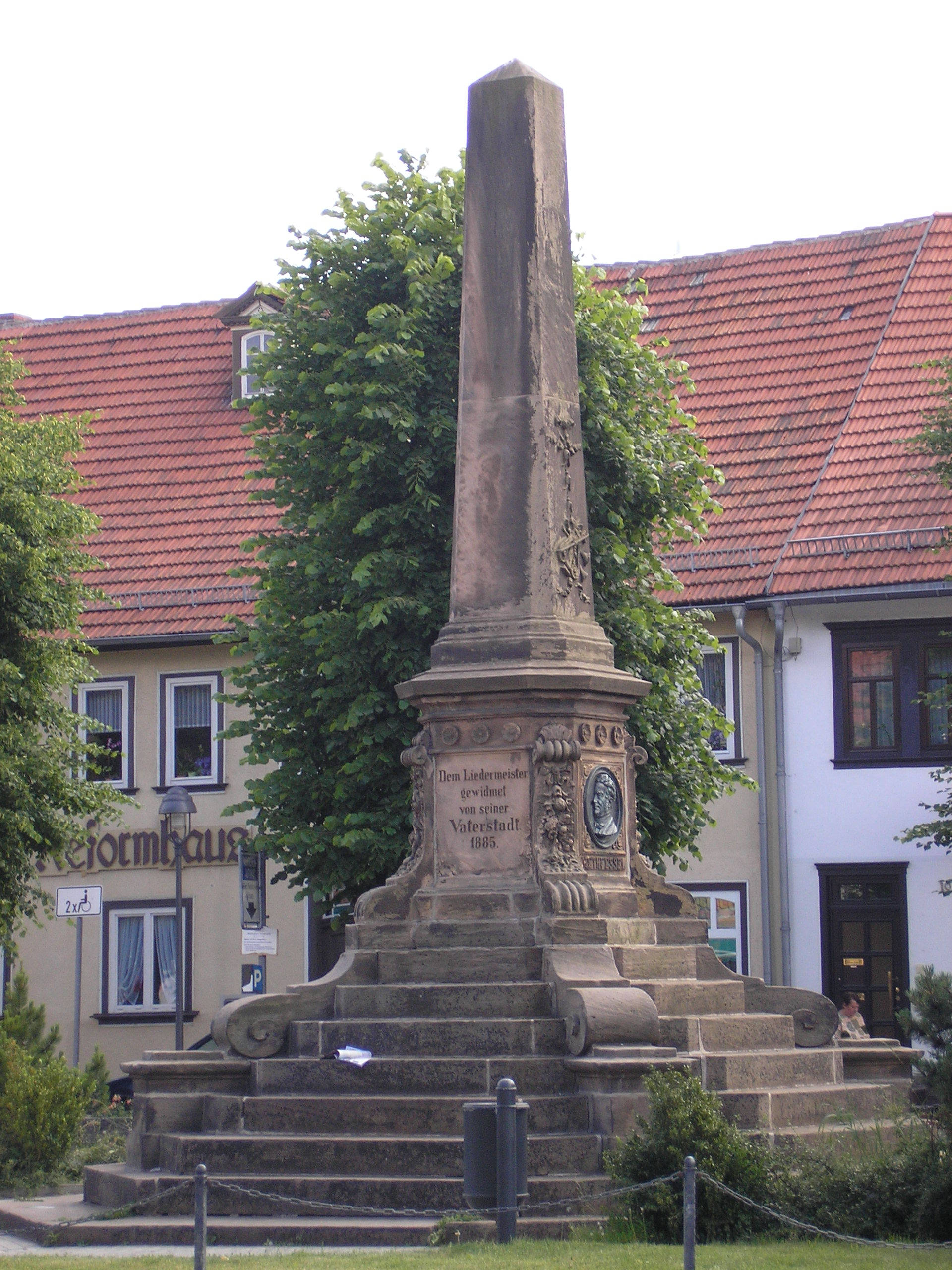
Obelisk auf dem Markt

- Mit einer Fläche von 10.170 m² ist der Stadtilmer Marktplatz der größte Marktplatz Thüringens. Die längste Ausdehnung beträgt 204 Meter. Erst 1834 wurde der Marktplatz gepflastert, zuvor war der Platz unbefestigt, so dass sich bei Regen oft große Pfützen bildeten. Der auf dem Marktplatz stehende Obelisk ist ein Denkmal, welches die Bürger der Stadt 1885 als Erinnerung an den Liedermacher und Sohn der Stadt Albert Methfessel errichtet haben.
- Eine historische Hochwassermarke in Form einer Ente („Höchstschwimmende Ente Stadtilms“), welche den höchsten Wasserstand der Thüringer Sintflut vom 29. Mai 1613 anzeigte, ist ein weiteres der Stadtilmer Wunder. Da das Gebäude, an dem sich die Ente befand, abgerissen wurde, bekam die Ente ab 1908 (andere Quellen 1909) einen neuen Platz am Bärenwirtshaus gegenüber. Dort zeigte sie aber noch immer die ursprüngliche Höhe an. Als auch dieses Gebäude 1968 abgerissen wurde, war die Ente nur noch im Stadtilmer Heimatmuseum zu besichtigen.
- Ebenfalls nicht mehr existent ist die Klosterlinde: Im ehemaligen Klosterhof stand eine über 500 Jahre alte Linde mit acht Metern Stammumfang. Von einigen Optimisten wurde sie weit älter geschätzt, so feierte man 1914 ihr 800-jähriges Bestehen. Dies hätte bedeutet, dass sie 1114, zusammen mit der (damals vermuteten) erstmaligen urkundlichen Erwähnung gepflanzt worden wäre. Im Jahre 1913 wurde die alte Linde mit Drahtseilen umschlungen, zementiert und geteert, um sie vor dem Verfall zu schützen, jedoch musste sie 1938 aus Altersgründen endgültig gefällt werden.

## Persönlichkeiten

### Ehrenbürger
- Paul von Hindenburg (1847–1934), Generalfeldmarschall[21]

### Töchter und Söhne des Ortes sowie Personen mit Bezug zu Stadtilm
- Kaspar Arnurus (* um 1520–1586), Moralphilosoph und Logiker
- Hieronymus Deubener († 1587), evangelischer Theologe[22], wahrscheinlich in Stadtilm geboren
- Johann Nicolai (1665–1708), Historiker, Evangelischer Theologe[23], in Stadtilm geboren
- Johann Heinrich Petri (1747–1830), Schuhmachermeister
- Friedrich Methfessel (1771–1807), Komponist
- Friedrich Fröbel (1782–1852), Pädagoge, wuchs nach 1792 in Stadtilm auf
- Johann Benjamin Witzmann (1782–1814), bedeutender Orgelbauer
- Albert Methfessel (1785–1869), Komponist und Dirigent, in Stadtilm geboren
- Johann Karl Christoph Vogel (1795–1862), Theologe, Pädagoge und Schuldirektor, in Stadtilm geboren
- Berthold Sigismund (1819–1864), Arzt, Pädagoge, Schriftsteller, Dichter und Politiker, in Stadtilm geboren
- Friedrich Erdmann Petersilie (1825–1901), Orgelbauer
- Wilhelm Nöller (1890–1964), Pathologe und Parasitologe, betrieb nach seiner Zwangsemeritierung als Professor der Tierärztlichen Hochschule in Berlin 1933 eine Tierarztpraxis in Stadtilm und verhinderte 1945 die Bahndammsprengung in Stadtilm
- Klaus Wiegand (* 1941), Generalmajor der Nationalen Volksarmee